# Bujniczy
Bujniczy (pol. hist. Bujnicze; biał. Буйнічы; ros. Буйничи) – agromiasteczko na Białorusi, w obwodzie mohylewskim, w rejonie mohylewskim, w sielsowiecie Bujniczy, nad Dnieprem. Od północy graniczy z Mohylewem.
W Bujniczach znajduje się mohylewski ogród zoologiczny.

## Transport
Bujniczy położone są przy drodze republikańskiej R93. Znajduje tu się stacja kolejowa Bujniczy, położona na linii Mohylew - Żłobin.

## Historia
Dawniej miasteczko i majątek ziemski. W wyniku I rozbioru Polski Bujnicze weszły w skład Imperium Rosyjskiego. W tym okresie należały do Sapiehów tytułujących się hrabiami na Bychowie, Barkałabowie i Bujniczach.
W XVII w. kasztelan mścisławski i nowogródzki Bohdan Stetkiewicz ufundował tu męski monaster prawosławny (od 1735 żeński), przy którym w XIX w. istniała szkoła żeńska.  Monaster został zlikwidowany po rewolucji październikowej.